# Pa O Don Chai
Pa O Don Chai (tiếng Thái: ป่าอ้อดอนชัย) là một tambon (phó huyện) của Mueang Chiang Rai, Chiang Rai, Thái Lan. Vào năm 2005 mật độ dân số tại đây là 9.849 người. Tambon bao gồm 21 xã.